# Турійський район
Турі́йський райо́н — колишній район у центрі Волинської області.

## Загальні відомості
Район розташований в центральній частині Волинської області. Територія району 120 тис. га., населення становить 26,8 тис. осіб, у тому числі сільське — 18,0 міське — 8,8 тис. осіб. В районі налічується 20 сільських і 2 селищних ради.
Межував з Ковельським, Володимир-Волинським, Рожищенським, Локачинським, Любомльським районами. На території району — 33 озера, протікає 2 річки: Турія, Стохід.

## Історія
Турійщина заселялась у період пізнього палеоліту. Черняхівський період вже відомий східнослов'янським союзом племен Дулібів (Волиняни, Бужани), про що свідчать пам'ятки старовини і топографічні назви деяких населених пунктів, як от: Дуліби. Час заснування самого Турійська достеменно не відомий. Проте археологічні знахідки дають підстави твердити, що люди поселилися тут вже у VI–VII століттях. Як і на територіях ряду сіл, де були виявлені древні городища. А перша писемна згадка про містечко датується 1097 роком у несторівському літописі «Повість временних літ».
У ХІ-ХІІ століттях територія сучасного району як частина земель історичної Волині входила до складу Волинського, а згодом — до Галицько-Волинського князівства. В різні періоди, крім Турійська, статус міст мали населені пункти Миляновичі, Мацеїв (Луків), Серкизів, Озеряни, Дажва, Городилець і Клевечко (Клевецьк). В 1205 р. був взятий литвинами. В 1515 р. Турійськ подарований королем Сигизмундом I Старим князю Сангушку. В 1759 р. містечко отримало магдебурзьке право від короля Августа III Фрідріха.
З історичних джерел відомо, що на старому замковищі серед багон над річкою Турією ще у XI–XV століттях був замок з цілою мережею підземних ходів. Спочатку дерев'яний, а потім — мурований. У литовсько-руську добу князь Роман Сангушко, володар Турійська, відбудував замок і зробив його неприступним для нападників. Він же облаштував шпиталь-богадільню при церкві Святого Спаса. Турійськ був тоді одним з найбільших центрів ремісництва і торгівлі на Волині.
У 1569 році була прийнята Люблінська унія. Турійський князь Іван Заславський першим із староруського роду князів перейшов з віри своїх предків у римо-католицизм. Після його смерті полонізацію продовжував син — князь Владислав Домінік. Саме при ньому 1652 року в Турійську відбувся сеймик дворян Волинського воєводства. У цей час в околицях містечка з'явилися загони Богдана Хмельницького, у які масово вливалися міщани і селяни. Після смерті князя Владислава Домініка турійський маєток дістався у спадок його дочці Теофілії, котра через деякий час вийшла заміж за великого коронного маршалка князя Йосипа-Карла Любомирського. Ставши княгинею, побудувала в містечку величний римо-католицький костел Святого Франциска Селезія. Як і Преображенська церква, він був окрасою Турійська, сюди з'їжджалися вірні з усієї округи.
У 1793 році Турійщина у складі Волинського намісництва (з 1795 — губернії) ввійшла до Російської імперії. Внаслідок подій революції в Росії і її фатальних наслідків він потрапив під владу Польщі. Національні та соціальні утиски польських властей супроводжувалися зростанням політичної активності та патріотичної свідомості населення. На Турійщині виникають комуністичні, а згодом і націоналістичні організації. Підпільний комуністичний осередок в містечку очолювала молода вчителька Ганна Жежко. Саме під її керівництвом у 1923 році відбулася перша на Волині першотравнева демонстрація трудящих під червоними прапорами. Разом з іншими її учасниками була заарештована і Ганна Жежко. Але і в Ковельській в'язниці вона поводила себе мужньо і гордо. Більше того, написала і передала на волю знаменитий цикл віршів, які через багато років (уже за радянської доби) вийшли окремою збіркою «Троянди за ґратами».
У вересні 1939 року мешканці Турійщини зустріли Червону армію. 20 січня 1940 року Турійськ став районним центром. 20 квітня 1941 року вийшов перший номер районної газети «Радянський селянин».
Найтрагічніші сторінки історії Турійська припадають на другу світову війну. Окупація району тривала з 30 червня 1941 року по 20 липня 1944-го. У цей період фашисти вчинили жорстоку розправу над єврейським населенням, знищивши понад 9 тисяч чоловік. Тисячі людей були вивезені на примусові роботи до Німеччини. Але не припинявся й опір загарбникам. У селі Вовчак діяв один з центрів створення УПА, поблизу Туричан — партизанський загін. Місцем постійної дислокації одного з перших підрозділів було урочище Вовчак у Турійському районі. Це базування називалося «Січ». Його штаб був розташований у с. Вовчку. Поруч — вишкільні, санітарні й господарські осередки північної військової округи «Турів». Весною 1943 року тут дислокувалося п'ять сотень повстанців. «Січ» підлягала головному командиру УПА-Північ — «Климу Савурі» (Дмитрові Клячківському). У Мокреці діє музей бойової слави.
05.02.1965 Указом Президії Верховної Ради Української РСР передана Білашівську сільську раду Турійського району Волинської області — до складу Ковельського району.
25 травня 2014 року відбулися Президентські вибори України. У межах Турійського району було створено 57 виборчих дільниць. Явка на виборах складала — 77,30% (проголосували 15 895 із 20 564 виборців). Найбільшу кількість голосів отримав Петро Порошенко — 46,96% (7 464 виборців); Юлія Тимошенко — 18,51% (2 942 виборців), Олег Ляшко — 16,38% (2 603 виборців), Анатолій Гриценко — 7,31% (31 162 виборців). Решта кандидатів набрали меншу кількість голосів. Кількість недійсних або зіпсованих бюлетенів — 0,60%.
Район ліквідований 17 липня 2020 року згідно Постанови Верховної Ради України "Про утворення та ліквідацію районів".

## Транспорт
Територією району проходять автошляхи E373, Р15, Т 0302, Т 0309 та Т 0311.
У районі є одна залізнична станція Мацеїв та чотири зупинних пункти: Нові Кошари, Обенижі, Ружин та Туропин.

## Інфраструктура
У районі функціонує 38 загальноосвітніх навчальних закладів, 26 дошкільних закладів, Будинок дитячої творчості, ДЮСШ.
До послуг жителів району — 1 стадіон, 20 футбольних полів, 23 баскетбольних майданчиків, 41 волейбольний майданчик, 38 гандбольних (міні-футбольних) майданчиків, 34 гімнастичні містечка, 14 спортивних залів, 1 стрілецький тир, 5 приміщень для фізкультурно-оздоровчих занять.
В районі функціонує 42 ФАПи, 4 лікарські амбулаторії три з яких загальної практики-сімейної медицини, дільнична лікарня, ЦРЛ при якій працює стоматологічне відділення, пункти швидкої у смт Луків, смт Турійськ і філія у с. Купичів. У сфері соціального захисту населення діє територіальний центр соціального обслуговування пенсіонерів і одиноких непрацездатних громадян. Діяльність центру нараховує понад 20 видів послуг.
Станом на 1 квітня 2010 року в районі зареєстровано 1029 підприємців — фізичних осіб, юридичних осіб — 58 та 47 фермерських господарств.
В районному центрі зайнятості станом на 01.04.2010 року зареєстровано 688 чоловік безробітних. З початку року створено 75 нових робочих місця, до громадських робіт залучено 88 осіб.
З початку року послугами Єдиного дозвільного центру в районі скористалось 11 суб'єктів господарювання, крім того, надано 42 консультації з питань видачі дозволів.

## Природно-заповідний фонд

### Гідрологічні заказники
Озеро Велике, Озеро Олеандра, Озеро Святе.

### Загальнозоологічні заказники
Бобли, Озерянський, Осівський, Соловичівський, Туричанський.

### Лісові заказники
Кошляк Радовичівський, Кульчинська соснина, Мокрецький.

### Зоологічні пам'ятки природи
Козакова нива.

### Заповідні урочища
Бобли.

### Парки-пам'ятки садово-паркового мистецтва
Здоров'я (загальнодержавного значення), Літинський.

## Пам'ятки
На Турійщині є чимало історичних пам'яток, а Літинський парк — найкращий із п'яти пам'яток садово-паркового мистецтва, які існують на Волині. В районі діє 32 православних храми, окремі з яких оберігаються як пам'ятки історії й архітектури.
Урочище Вовчак - місце, де зародилась УПА.Урочище Вовчак у лісових масивах на межі Турійського, Володимир-Волинського та Локачинського районів Волині вважається місцем, де 14 жовтня 1943 року, на свято Покрови, зродилася Українська Повстанська Армія. У 1943-1944 роках тут діяла велика база УПА під назвою «Січ».